# Андре Мендонса
Андре Луис де Алмейда Мендонса (на португалски: André Luiz de Almeida Mendonça, р. 27 декември 1972 г.) е бразилски юрист, политик и презвитериански пастор, бивш главен адвокат на Бразилия, съдия във Върховния федерален съд на Бразилия. От 2000 г. работи като адвокат на Съюза, между 2016 и 2018 е специален съветник на министъра на Главния инспекторат на Съюза Вагнер Росарио. През 2019 г. е назначен за главен адвокат на Съюза от президента Жаир Болсонаро, а през 2020 е назначен за министър на правосъдието на обществената сигурност. На 30 март 2021 г. Мендонса оглавява за втори път Главната адвокатура на Съюза. На 13 юли 2021 е номиниран за съдия във Върховния федерален съд, заради което освобождава мястото си на главен адвокат на Съюза на 6 октомври 2021 г. Номинацията му за върховен съдия е одобрена от Федералния сенат на страната на 1 декември 2021 г. и той заема мястото си във Върховния федерален съд на 16 декември същата година.

## Биография
През 1993 г завършва право в Юридическия факултет на Университетския център в Бауру, Сао Пауло. Специализира публично право в Университета на Бразилия. Магистърска и докторска степен по право придобива в Университета на Саламанка, където дисертационният му труд за корупцията и правовата държава получава най-висока оценка.
Работи като асистент-професор в Саланабка и във Фондация „Жетулио Варгас“.
Мендонса завършва и теология в Южноамериканския богословски колеж в Лондрина и служи като пастор в презвитерианската църква Есперанса де Бразилия в град Бразилия.
Женен е и има двама сина.

## Адвокат на Съюза
Между 1997 и 2000 г. е адвокат в Petrobras Distribuidora, след което през 2000 г. постъпва на работа в AGU. Става секционен прокурор на Лондрина, бил е заместник-директор на Школата на AGU и координатор по дисциплинарните мерки, достигайки до позоцията на главен корежидор (инспектор).
Служи като директор на Департамента за публично имущество и административен интегритет, на която длъжност е номиниран от тогавашния главен адвокат Диас Тофоли, и координира Постоянната група за проактивни действия на Главбата адвокатура, която през 2010 г. допринася за възвръщането на част от 160 милиона реала обществени средства, предназначени за строежа на сградата на Регионалния съд на Труда в Сао Пауло, които са били незаконно присвоени от обществените фондове. Сред осъдените по аферата са един съдия и един сенатор.
През 2011 г. името на Мендонса се утвърждава, след като печели специалната категория на Наградата Иноваре, която се присъжда като признание за ефективните мерки, прилагани от съдебната власт, Прокуратурата, Адвокатурата и Обществената защита в борбата им срещу корупцията. Иноваре признава ефективността на мерките за борба с корупцията, възприети и прилагани от AGU.
Между 2016 и 2018 г. Мендонса е специален съветник на министър Вагнер Осорио, оглавяващ Главния инспекторат на Бразилия.

## Главен адвокат на Съюза
На 21 ноември 2018 г. президентът Жаир Болсобаро номинира Андре Мендонса за нов ръководител на Главната адвокатура на Съюза. На този пост Андре Мендонса заменя Грейс Мендонса, която приветства избора му измежду служителите на AGU. Преди номинацията си Андре Мендонса работи предимно в Главния инспекторат, където се занимава главно със сключването на споразумения за освобождаване от отговорност, които включват сътрудничество от страна на големи компании, уличени в незаконни дейности.

### Министър на правосъдието и обществената сигурност
На 28 април 2020 г. в Официален вестник на Съюза е публикувана президенстката номинация на Андре Мендонса за следващ министър на правосъдието и обществената сигурност, който да замени на поста подалия оставка министър Сержио Моро. Мендонса встъпва в длъжност на следващия ден.
Като ръководител на правосъдното министерство Андре Мендонса става обект на критики за това, че е настоявал за започване на разследване срвщу противници на правителството на Болсонару – политици, общественици, журналисти, карикатуристи и т.н. – по обвинения в клевета и оронван престижа на президента.
Пак по негово време Министерството на правосъдието и сигурността е уличено в изготвяне на тайни досиета на повече от 500 служители на федералните и щатските сили за сигурност, идентифицирани като членове на антифашисткото движение. Пред Съвместната комисия на Конгреса за контрол на разузнавателната дейност Мендонса потвърждава наличието на специален разузнавателен доклад по въпроса, но отрича министерството да е извършвало незаконно събиране на информация.

### Главен адвокат на Съюза за втори път
На 29 март 2021 г. е обявено, че Андре Мендонса отново застава начело на Главната адвокатура. На следващия ден е публикувано официалното му освобождаване от министерския пост и назначението му за главен адвоката на Съюза.

## Номинация за върховен съдия
Мендонса подава оставка като ръководител на Главната адвокатура на 6 август 2021 г., след като на 13 юли президентът Болсонаро го номинира официално за съдия във Върховния федерален съд на Бразилия на мястото на министър Марко Аурелио Мело, който се пенсионира на 12 юли. Номинацията на Андре Мендонса за министър във Върховния съд обаче среща остра съпротива във Федералния сенат на страната, където председателят на Комисията по конституционни въпроси и правосъдие Дави Алколумбре съобщава, че възнамерява да отложи възможно най-дълго анализа на номинацията и в продължение на месеци не определя дата за изслушването  а Мендонса в Сената. Стига се дотам, че двама сенатори сезират Върхивният съд с мандат за защита срещу Алколумбре, настоявайки върховните магистрати да определят краен срок, в който председателят на Сената да насрочк дата за изслушване. Докладчикът на делото – министър Рикардо Левандовски, обаче отхвърля иска като недопустим с мотива, че той засяга вътрешните процедури, които са материя interna corporis на Сената, в която съдебната власт не може да се меси.
След близо четири месеца на отлагане разглеждането на номинацията на Мендонса е включено в дневния ред на Сената за 1 декември 2021 г. След изслушването на Мендонса Комисията по конституционни въпроси и правосъдие одобрява кандидатурата му с мнозинство от 18 гласа „за“ срещу 9 „против“, а в пленарна зала номинацията му получава подкрепа от 47 сенатори срещу 32-ма „против“. Така спрямо актуалния към този момент състав на Върховния федерален съд Андре Мендонса става съдията, избран с най-слаба подкрепа във Федералния сенат.
Заема официално мястото си във Върховния федерален съд  на 16 декември 2021 г.